# گالینا کامائفا
گالینا کامائفا (به انگلیسی: Galina Kamaeva) (زادهٔ ۱۹۳۹) شناگر اهل روسیه است.